# Présence du fantastique
Présence du fantastique est une collection de romans de fantastique initiée en 1989 par les éditions Denoël. Elle a été créée par Jacques Chambon qui en a été le seul directeur.
Arrêtée en 1998 à la suite du départ de Jacques Chambon, la collection Présence du fantastique a publié 64 titres.

## Liste des titres
1. Le Jardin aux araignées par Scott Baker
2. Boulevard des banquises par Serge Brussolo
3. Drôles de jouets par Patricia Geary
4. Ombres portées par Scott Baker
5. Il y a des portes par Gene Wolfe
6. Le Nid par Lisa Tuttle
7. La Forêt des Mythimages par Robert Holdstock
8. Terre des morts par K. W. Jeter
9. Lavondyss - 1 par Robert Holdstock
10. Lavondyss - 2 par Robert Holdstock
11. Otage de la nuit par Richard Matheson
12. La Cité des ombres par Pat Murphy
13. Toutes les couleurs de l'enfer par Gene Wolfe
14. Drive-in par K. W. Jeter
15. Yoro si par Jean-Marc Ligny
16. Touristes par Lisa Goldstein
17. Territoires de l'inquiétude - 1 par Alain Dorémieux
18. Territoires de l'inquiétude - 2 par Alain Dorémieux
19. L'Épreuve du feu par Pat Cadigan
20. Une jeune fille au sourire fragile par Pierre Pelot
21. Le Corridor par Anne Duguël
22. Territoires de l'inquiétude - 3 par Alain Dorémieux
23. Notre-dame des ténèbres par Fritz Leiber
24. Territoires de l'inquiétude - 4 par Alain Dorémieux
25. Kalimantan par Lucius Shepard
26. Le Reflux de la nuit par Jean-Pierre Andrevon
27. Territoires de l'inquiétude - 5 par Alain Dorémieux
28. Frère de la chauve-souris par Robert Bloch
29. La Nuit du bombardier par Serge Brussolo
30. Territoires de l'inquiétude - 6 par Alain Dorémieux
31. Le Bout du monde par Lucius Shepard
32. Une mort bien ordinaire par Jean-Pierre Andrevon
33. Carmilla par Joseph Sheridan Le Fanu
34. Territoires de l'inquiétude - 7 par Alain Dorémieux
35. La mort peut danser par Jean-Marc Ligny
36. Venezia, la ville au bord du temps par Renato Pestriniero
37. Vamps par Norman Spinrad
38. Les Grandes Profondeurs par René Réouven
39. Le Chien qui rit par Anne Duguël
40. Gabriel par Lisa Tuttle
41. Sur les ailes du cauchemar par Lisa Tuttle
42. L'Échiquier du mal - 1/4 par Dan Simmons
43. L'Échiquier du mal - 2/4 par Dan Simmons
44. L'Échiquier du mal - 3/4 par Dan Simmons
45. L'Échiquier du mal - 4/4 par Dan Simmons
46. Territoires de l'inquiétude - 8 par Alain Dorémieux
47. La Voix du sang - 1 par Scott Baker
48. La Voix du sang - 2 par Scott Baker
49. La Mante par K. W. Jeter
50. Les Pourvoyeurs par André Ruellan
51. Helena von Nachtheim : un vampire amoureux au XIXe siècle par Yvon Hecht
52. Le Retour de Marion Marsh par Jack Finney
53. Le Passe-broussaille - 1 par Robert Holdstock
54. Le Passe-broussaille - 2 par Robert Holdstock
55. Territoires de l'inquiétude - 9 par Alain Dorémieux
56. Les Garçons sous la pluie par Pat Cadigan
57. Black Velvet par Alain Dorémieux
58. La Petite Fille aux araignées par Anne Duguël
59. Les Revenants de l'ombre par Jean-Pierre Andrevon
60. Aléas par Scott Baker
61. Les Archives de Dracula par Raymond Rudorff
62. Le Démon de l'ombre par Dennis Etchison
63. Entre chien et louve par Anne Duguël
64. Voyance aveugle par Philippe Curval